# Strjapčij
Strjapčij (rusky стряпчий od slova „стряпать“ - „vykonávat“) je dvorský úřad nebo hodnost státního úředníka v Rusku v 16. - 19. století.
Termín se může vztahovat na tři různé kategorie osob:
1. Kategorie soudních úředníků v předpetrském Rusku
2. Kategorie vojenského personálu v předpetrském Rusku
3. Kategorie soudních úředníků v Ruském impériu po reformách Petra I.

Ve středoevropském prostředí lze tento titul připodobnit k hodostni stolníka, komorníka, či hofmistra, vyskytuje se též varianta solicitor.